# Psittacara rubritorquis
Psittacara rubritorquis (Psittacara rubritorquis) är en fågel i familjen västpapegojor inom ordningen papegojfåglar.

## Utbredning och systematik
Fågeln återfinns i Guatemala, Honduras och Nicaragua. Den kategoriseras idag vanligen som underart till grön parakit (P. holochlorus), men urskiljs som egen art av bland andra IUCN.

## Status
IUCN kategoriserar arten som livskraftig.